# Liste von Schafbrunnen
In dieser Liste sind Schaf- und Schäferbrunnen aufgeführt, also Brunnen im öffentlichen Raum, die Schafe zum Thema haben.

## Schaf- und Schäferbrunnen

### Deutschland
| Bezeichnung                   | Bild           | Standort                                                                        | Künstler                                          | Errichtung Einweihung | Weitere Informationen                                                         |
| ----------------------------- | -------------- | ------------------------------------------------------------------------------- | ------------------------------------------------- | --------------------- | ----------------------------------------------------------------------------- |
| Weinbrunnen                   | weitere Bilder | Bad Bergzabern (Lage)                                                           | Gernot Rumpf                                      |                       | Lamm, Affe, Löwe und Schwein symbolisieren die vier Zustände des Weingenusses |
| Schäferbrunnen                | weitere Bilder | Bad Lippspringe (Lage)                                                          | Josef Rikus                                       | 1978                  | Bronze                                                                        |
| Schäferbrunnen                | weitere Bilder | Celle, in den Trift-Anlagen (Lage)                                              | Gerda Sautter de Hotzen                           | 1955                  | [ 1 ]                                                                         |
| Schafbrunnen                  |                | Dresden-Gruna (Lage)                                                            | Charlotte Sommer-Landgraf                         | 1983                  | Steinplastik                                                                  |
| Lammbrunnen                   |                | Karlsruhe                                                                       | Karl-Henning Seemann                              | 1986                  | Bronze                                                                        |
| Schäferbrunnen                | weitere Bilder | Leipzig (Lage)                                                                  | Bernhard Frydag                                   | 1907                  | Der Brunnen gilt seit den 1950er Jahren als verschollen                       |
| Widderbrunnen                 |                | Naumburg (Saale), in einem Innenhof am Steinweg in der Nähe des Naumburger Doms |                                                   |                       |                                                                               |
| Schafbrunnen                  |                | Nürtingen                                                                       |                                                   |                       |                                                                               |
| Schäferbrunnen                |                | Oberursel, Korfstraße                                                           | Kurt Winter                                       | 1935                  | Eichenholz                                                                    |
| Schäfer an der Tränke-Brunnen |                | Osnabrück, beim Kloster Gertrudenberg (Lage)                                    | Hans Gerd Ruwe                                    | 1983                  | Bronze                                                                        |
| Schäferbrunnen                | weitere Bilder | Osnabrück, Rosenplatz (Lage)                                                    | Lukas Memken, Nachbildung von Georg Hörnschemeyer | 1904                  | ursprünglich Bronze, später Sandstein                                         |
| Brunnenstein                  |                | Otterberg (Lage)                                                                | Richard Menges                                    | 1976                  | Relief mit zwei Seiten                                                        |
| Schäferbrunnen                | weitere Bilder | Regis-Breitingen (Lage)                                                         | Wilhelm Andreas                                   | um 1939/1940          | aus Muschelkalk und zu Teilen aus Kunststein                                  |

### Weitere
| Bezeichnung                           | Bild | Standort                                                                                                  | Staat   | Künstler    | Errichtung Einweihung | Weitere Informationen |
| ------------------------------------- | ---- | --- | ------- | ----------- | --------------------- | --------------------- |
| Schäflibrunnen                        |      | Luzern, Abendweg (Lage)                                                                                   | Schweiz |             |                       |                       |
| Schafbrunnen (Knabe mit zwei Schafen) |      | Zürich, in Schwamendingen, einem Stadtkreis von Zürich; Standort: Schule Probstei an der Stettbachstrasse | Schweiz | Karl Geiser | 1950                  | Bronze                |
| Widderbrunnen                         |      | Zurzach, Kaiserstuhl AG                                                                                   | Schweiz |             |                       |                       |